# Copa E-Rally de regularidad
La Copa E-Rally de regularidad (FIA ERRC, E-Rally Regularity Cup, ex Copa FIA de Energías Alternativas, FIA Alternative Energies Cup, FIA AEC), es una competición internacional organizada por la Federación Internacional del Automóvil y reservada a los vehículos impulsados por motores ecológicos.

## Campeones

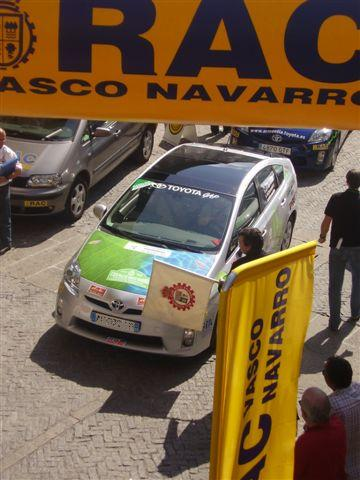
El campeón del mundo 2009 e 2010 Raymond Durand al Ecorally Vasco-Navarro (Vitoria, 16 de julio de 2010).

### FIA ecoRally Cup (2022-)
| Año  | Pilotos        | Copilotos      | Constructores |
| ---- | -------------- | -------------- | ------------- |
| 2022 | Eneko Conde    | Lukas Sergnese | Kia Motors    |
| 2023 | Michal Žďárský | Jakub Nábělek  | Kia Motors    |
| 2024 | Michal Žďárský | Jakub Nábělek  | Kia Motors    |

### FIA ERRC (2017-2021)
| Año  | Pilotos       | Copilotos           | Constructores |
| ---- | ------------- | ------------------- | ------------- |
| 2017 | Walter Kofler | Guido Guerrini      | Tesla         |
| 2018 | Didier Malga  | Anne-Valérie Bonnel | Renault       |
| 2019 | Walter Kofler | Franco Gaioni       | Audi          |
| 2020 | Artur Prusak  | Thierry Benchetrit  | Opel          |
| 2021 | Eneko Conde   | Loren Serrano       | Kia Motors    |

### FIA AEC – Vehículos híbridos y otros vehículos (2007-2016)
| Año  | Pilotos                   | Copilotos                       | Constructores |
| ---- | ------------------------- | ------------------------------- | ------------- |
| 2007 | Giuliano Mazzoni (Opel)   | -                               | Toyota        |
| 2008 | Giuliano Mazzoni (Opel)   | -                               | Toyota        |
| 2009 | Raymond Durand (Toyota)   | -                               | Toyota        |
| 2010 | Raymond Durand (Toyota)   | -                               | Toyota        |
| 2011 | Massimo Liverani (Fiat)   | Juanan Delgado (Toyota)         | Toyota        |
| 2012 | Massimo Liverani (Fiat)   | Emanuele Calchetti (Alfa Romeo) | Fiat          |
| 2013 | Massimo Liverani (Abarth) | Fulvio Ciervo (Abarth)          | Abarth        |
| 2014 | Massimo Liverani (Abarth) | Isabelle Barciulli (Alfa Romeo) | Abarth        |
| 2015 | Artur Prusak (Toyota)     | Thierry Benchetrit (Toyota)     | Toyota        |
| 2016 | Artur Prusak (Toyota)     | Thierry Benchetrit (Toyota)     | Toyota        |